# Architis cymatilis
Architis cymatilis är en spindelart som beskrevs av James E. Carico 1981. Architis cymatilis ingår i släktet Architis och familjen vårdnätsspindlar. Inga underarter finns listade i Catalogue of Life.